# Paraliparis somovi
Paraliparis somovi és una espècie de peix pertanyent a la família dels lipàrids.

## Descripció
- Fa 20,7 cm de llargària màxima.[5][6]

## Hàbitat
És un peix marí i batidemersal que viu entre 406 i 850 m de fondària.

## Distribució geogràfica
Es troba al Pacífic sud-oriental (Xile) i l'oceà Antàrtic (davant les costes de les illes Shetland del Sud).

## Observacions
És inofensiu per als humans.